# Brunellia velutina
Brunellia velutina är en tvåhjärtbladig växtart som beskrevs av José Cuatrecasas. Brunellia velutina ingår i släktet Brunellia och familjen Brunelliaceae. Inga underarter finns listade i Catalogue of Life.